# Chromi(III) fluoride
Chromi(III) fluoride là tên của các hợp chất vô cơ có công thức hóa học CrF3 cũng như một số hydrat liên quan. Hợp chất CrF3 là chất rắn tinh thể màu lục không tan trong dung môi thông thường, nhưng Cr(H2O)6F3 và Cr(H2O)9F3 (đều có màu tím) hòa tan được trong nước. Trihydrat có màu xanh lục và hexahydrat có màu tím. Dạng khan thăng hoa ở 1100–1200 ℃.

## Cấu trúc
Giống như hầu hết các hợp chất của Chromi(III), các hợp chất này có các tâm Cr bát diện. Ở dạng khan, sáu vị trí phối hợp là các phối tử fluoride nối với các trung tâm Cr liền kề. Trong hydrat, một số hoặc tất cả các phối tử fluoride được thay thế bằng nước.

## Sản xuất
Chromi(III) fluoride được tạo ra từ phản ứng của Chromi(III) oxit và axit flohydric:
Cr2O3 + 6HF + 9H2O → 2Cr(H2O)6F3
Dạng khan được sản xuất từ hydro fluoride và Chromi(III) chloride:
CrCl3 + 3HF → CrF3 + 3HCl
Hoặc phương pháp tổng hợp CrF3 liên quan đến phân hủy nhiệt của (NH4)3CrF6:
(NH4)3CrF6 → CrF3 + 3NH3 + 3HF
Hỗn hợp Cr2F5 cũng được biết đến.

## Ứng dụng
Chromi(III) fluoride có một số ứng dụng như một chất gắn kết trong hàng dệt may và như một chất ức chế ăn mòn. Chromi(III) fluoride xúc tác quá trình flo hóa clorocacbon bằng HF.

## Hợp chất khác
CrF3 còn tạo một số hợp chất với NH3, như:
- CrF3·2NH3 (chất rắn màu lục sữa);[12]
- CrF3·3NH3 (chất rắn màu vàng lục, không tan trong nước và axit đặc, d25 ℃ = 2,07 g/cm³);[13]
- CrF3·4NH3 có 2 dạng: một dạng màu oải hương, d25 ℃ = 1,82 g/cm³ và một dạng màu xám dương, d25 ℃ = 1,92 g/cm³;[14]
- CrF3·5NH3 (chất rắn đỏ hơi đậm), CAS# 55543-58-3;[15]
- CrF3·6NH3 (tinh thể vàng), CAS# 55573-93-8.[15]